# 프란스 할스
프란스 할스(Frans Hals, 1580년~1666년 8월 26일)는 네덜란드의 초상화·풍속화의 대가이다. 할스는 메헬런에서 출생하여 하를럼에서 죽었다. 초상화가이며 풍속화가인 만더르에게서 배우고, 초기에는 루벤스의 영향도 받았으리라고 생각된다. 주로 하를럼에서 활약한 그는 네덜란드 초상화의 창시자이자 완성자이기도 한 중요한 작가이다. 특히 집단초상(集團肖像)에 있어서는 구성의 다양성, 인물의 성격 부여의 점에서 그를 능가하는 사람이 없었다. 인물의 성격이 예리하게 파악되어 있을 뿐만 아니라, 그 모습에도 어떤 기품이 있어서, 그것이 대수롭지 않은 동작에 의해서 생동하고 있는 점은 감탄하지 않을 수 없다. 초기의 정성들인 부채(賦彩)는 차츰 경쾌한 터치로 바뀌어 43세경부터 거의 인상주의적이라고 해도 좋을 밝고 근대적인 취미에 넘치는 걸작을 만들어 내고 있다. 그 후 60세가 될 무렵부터 그의 화풍에 깊이 있는 엄정한 표현이 나타난다. 1664년에 <하를럼 양로원의 이사(理事)들>(하를럼 시립 미술관)을 그린 남녀 두쌍의 집단초상화는 그의 최대 걸작이라고 할 수 있을 것이다.

## 주요 작품

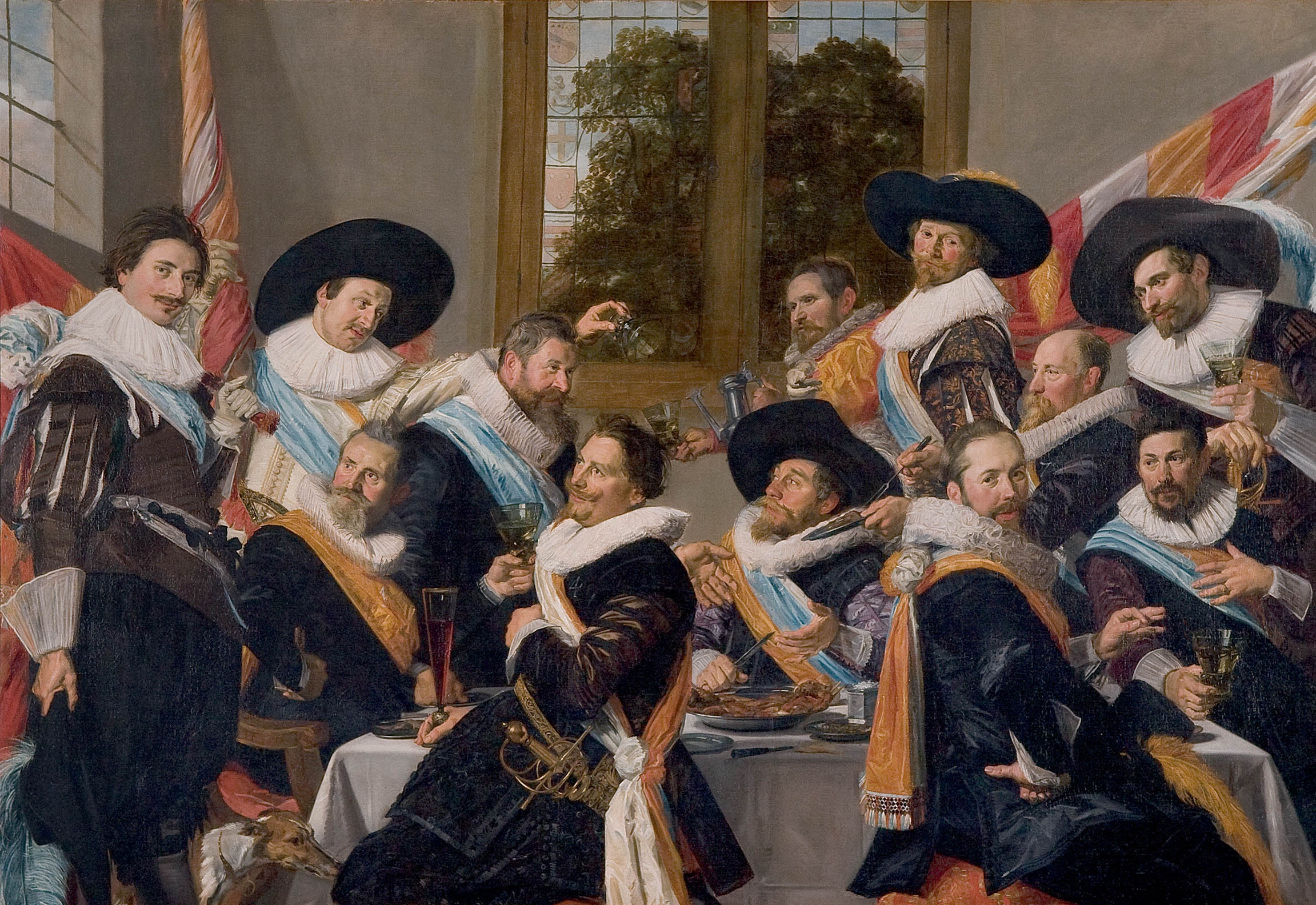
The Banquet of the Officers of the St Adrian Militia Company in 1627
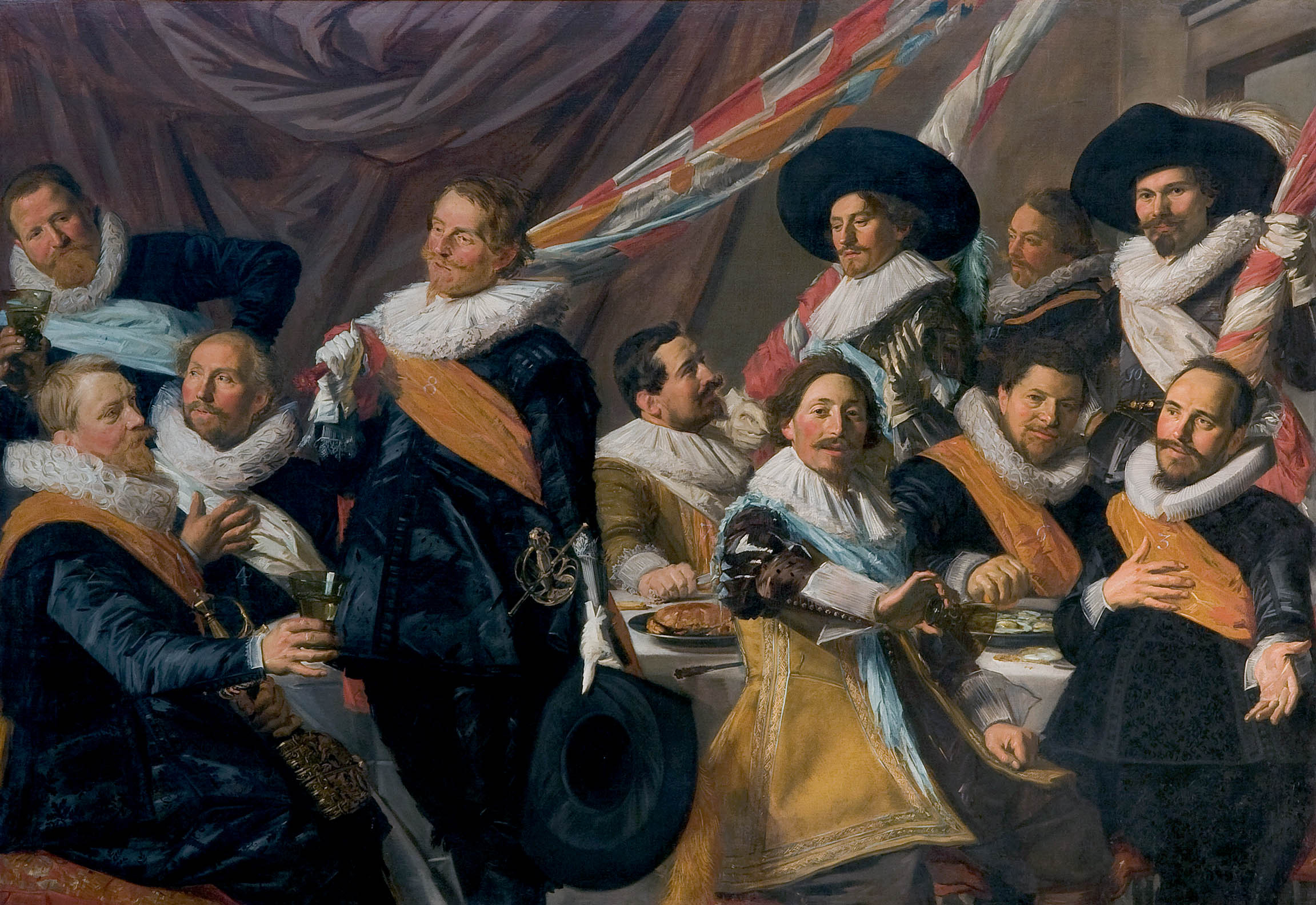
The Banquet of the Officers of the St George Militia Company in 1627
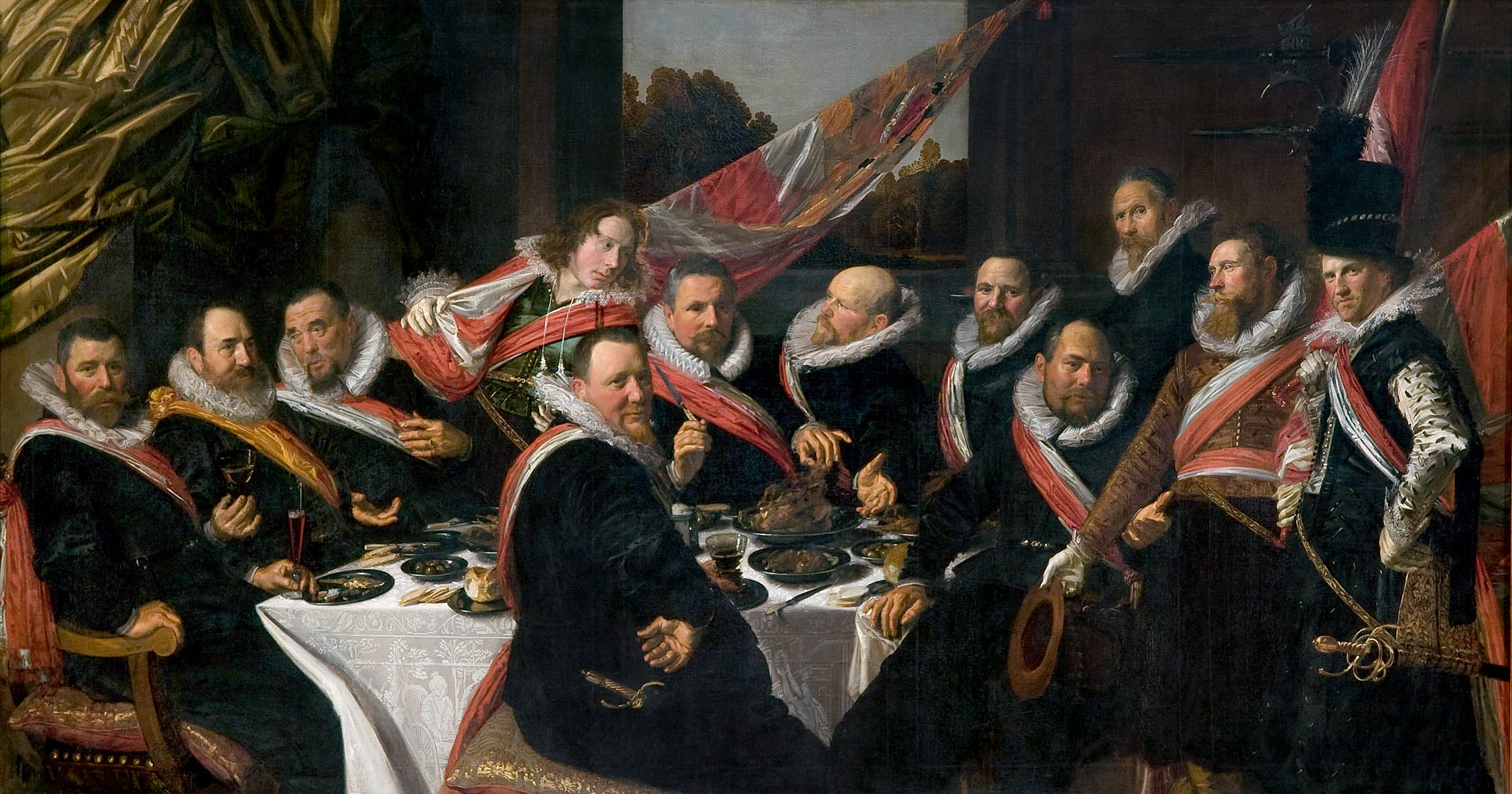
The Banquet of the Officers of the St George Militia Company in 1616
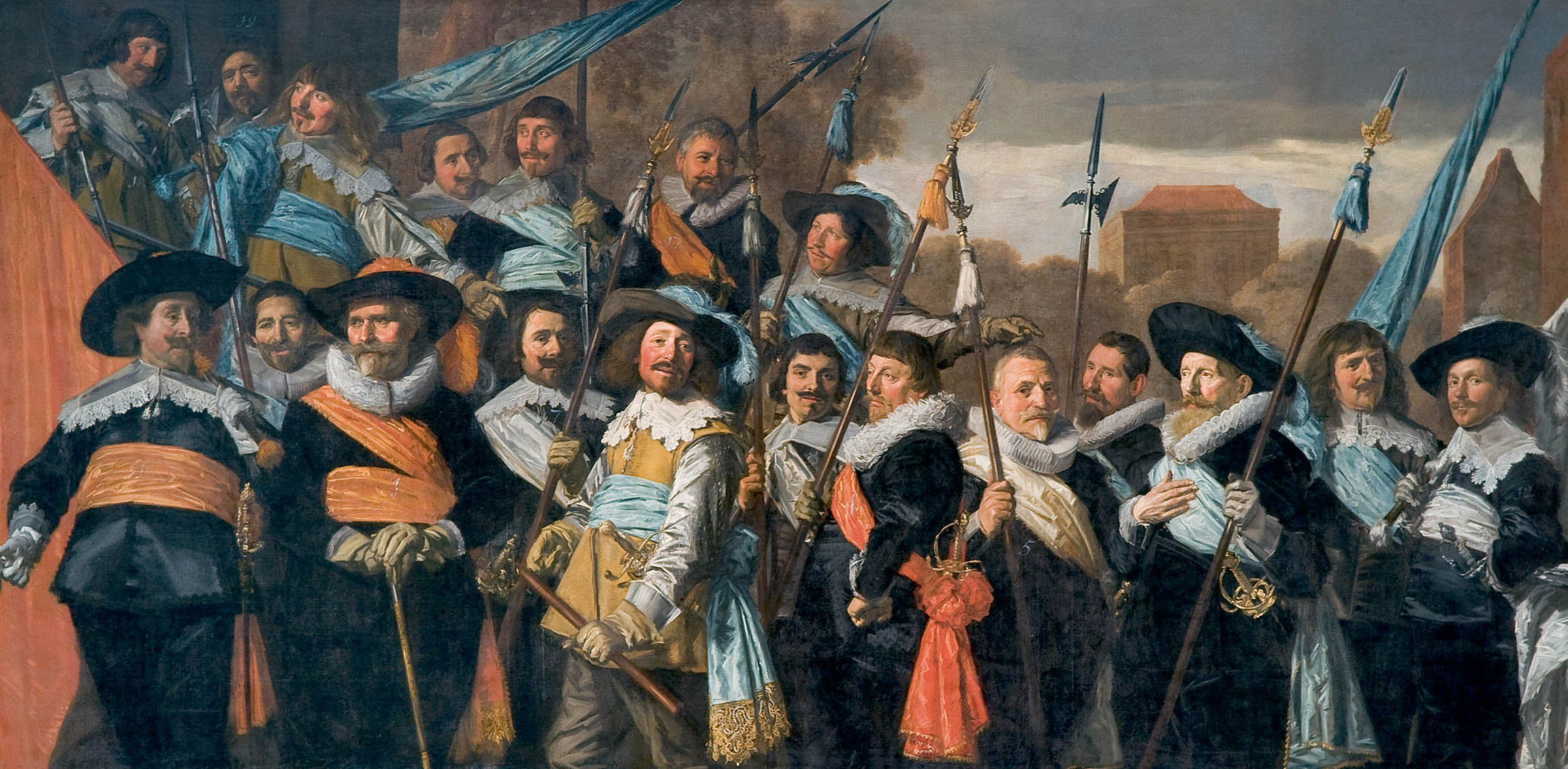
The Officers of the St George Militia Company in 1639
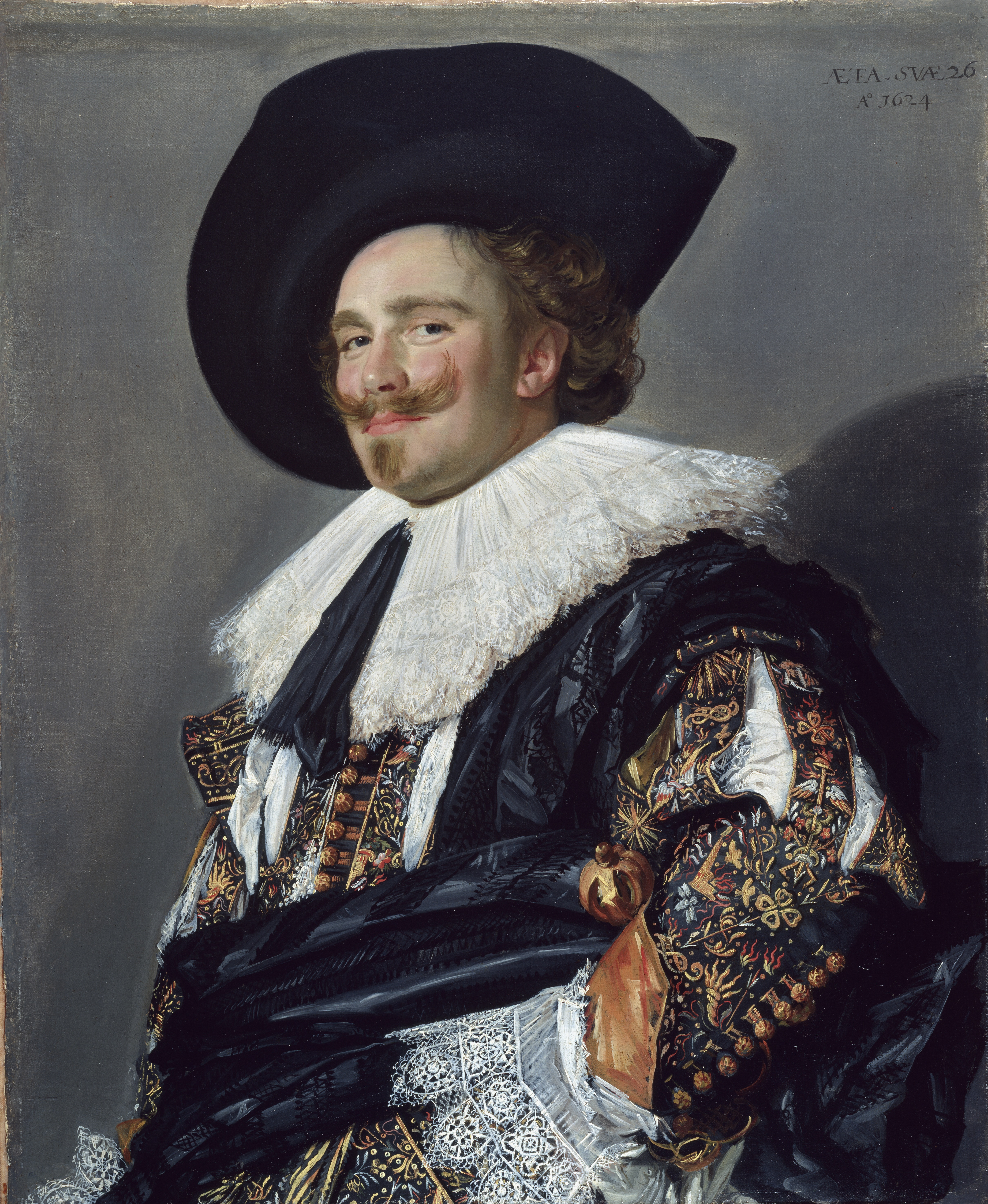
Laughing Cavalier
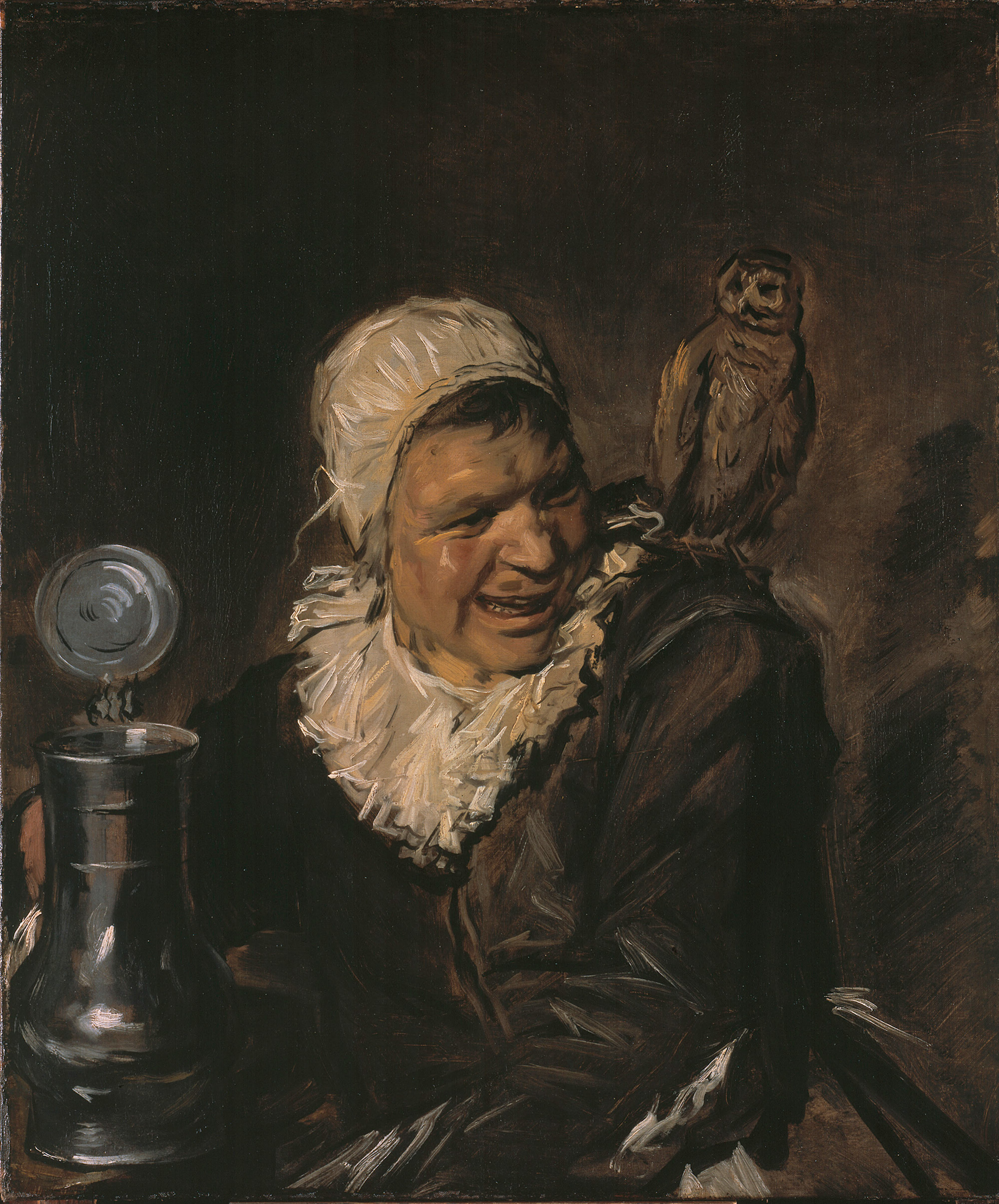
Malle Babbe
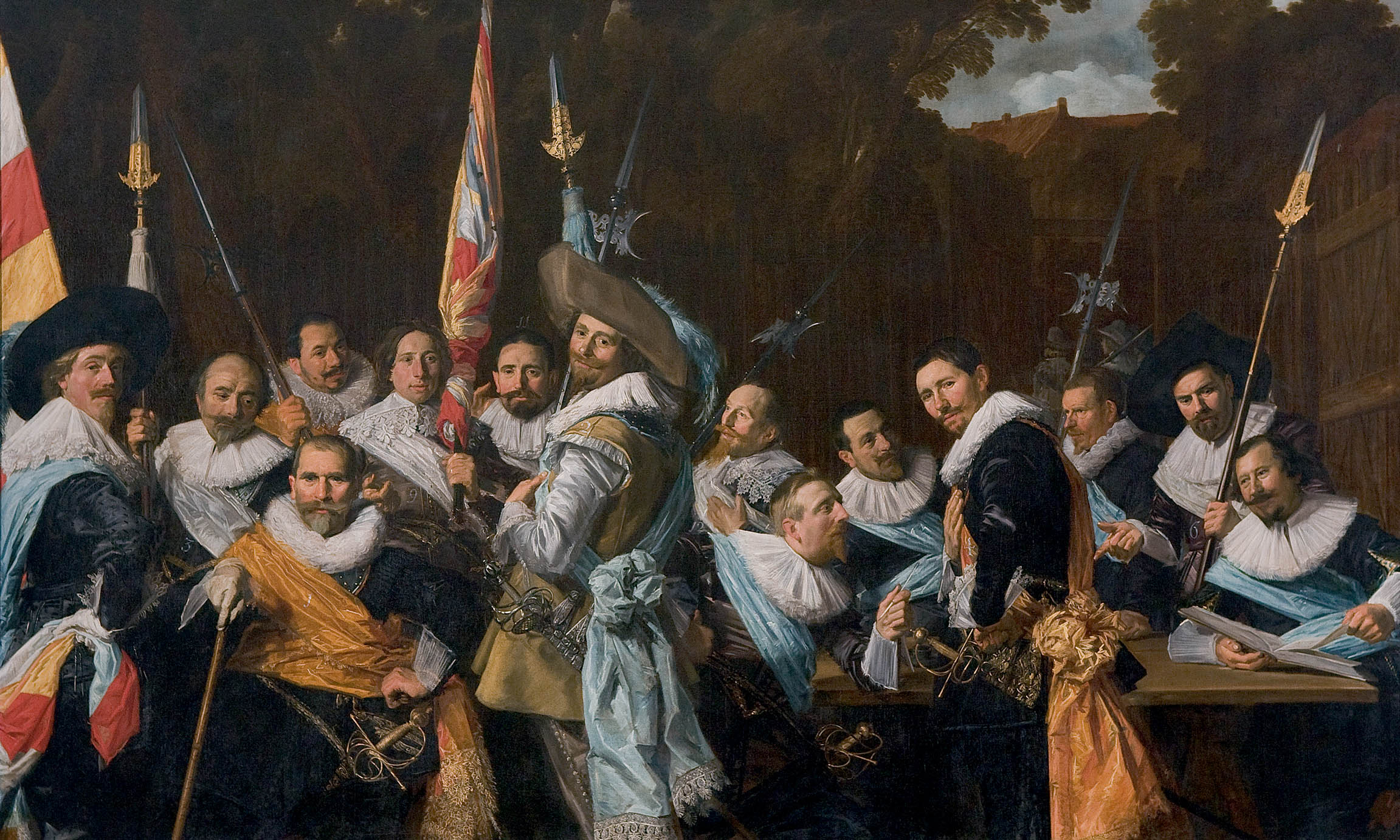
The Officers of the St Adrian Militia Company in 1633
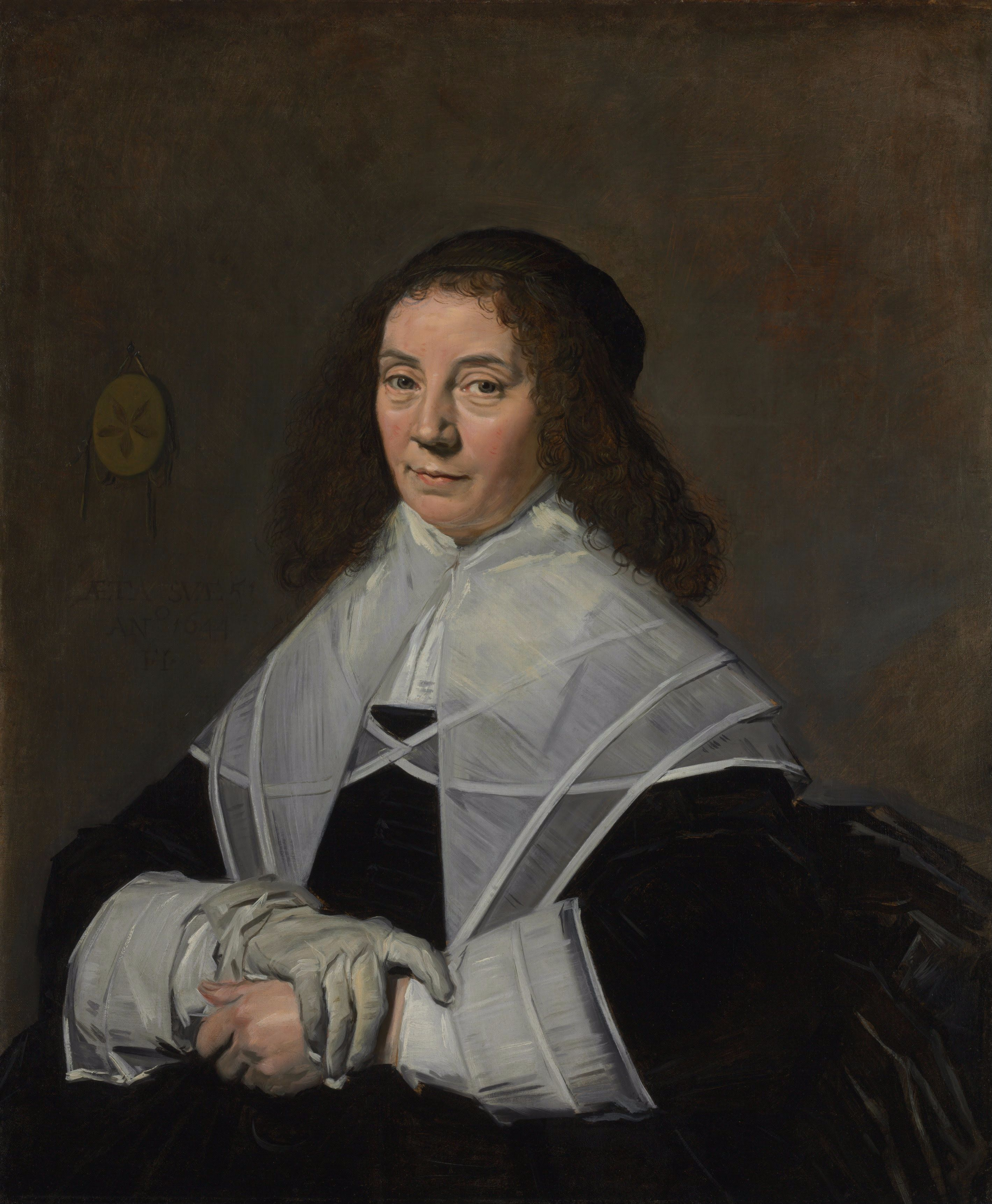
Portrait of Dorothea Berck
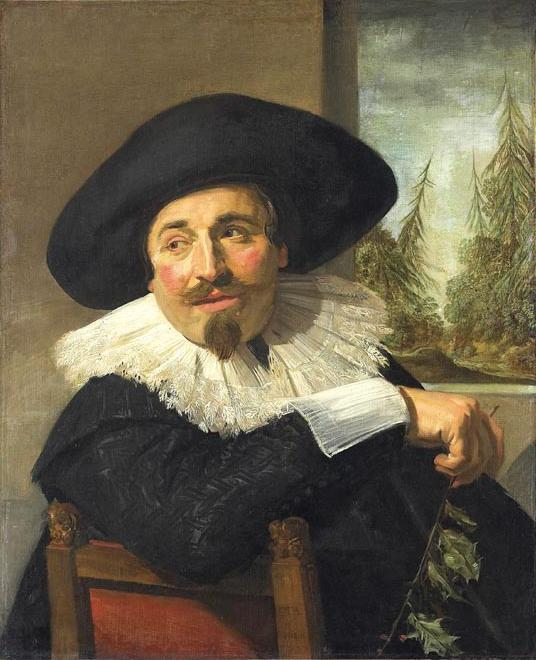
Portrait of Isaak Abrahamsz. Massa
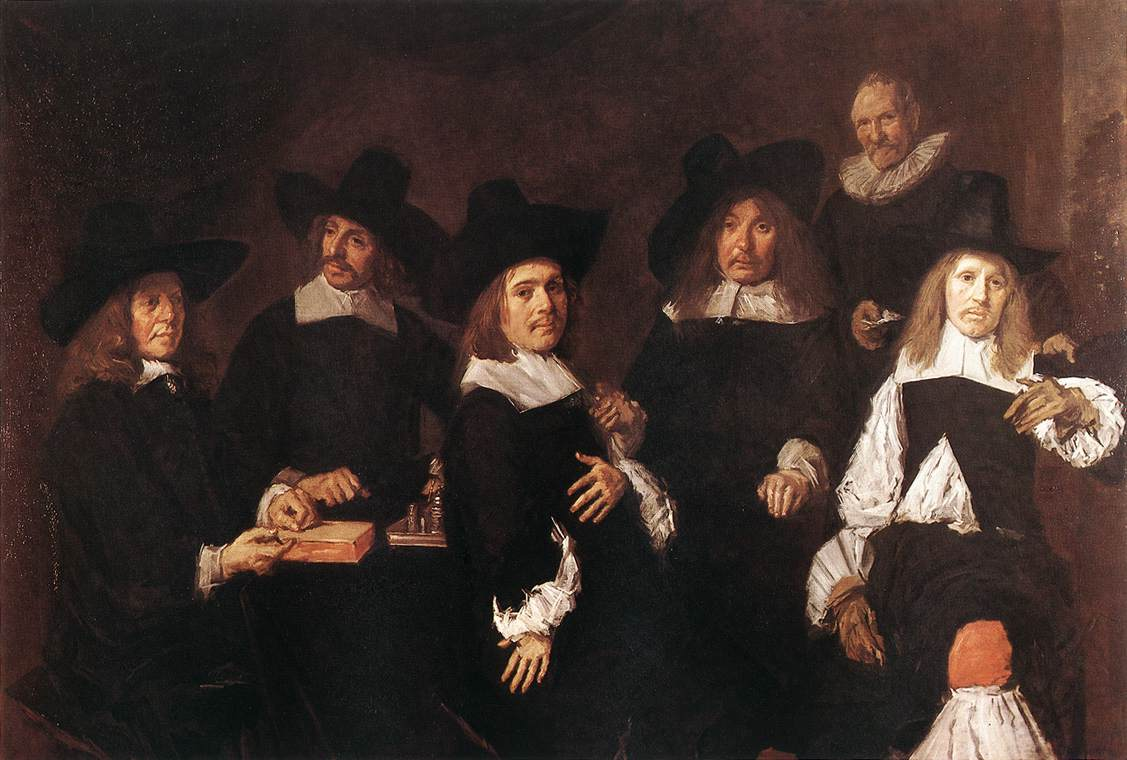
Regents of the Old Men's Almshouse
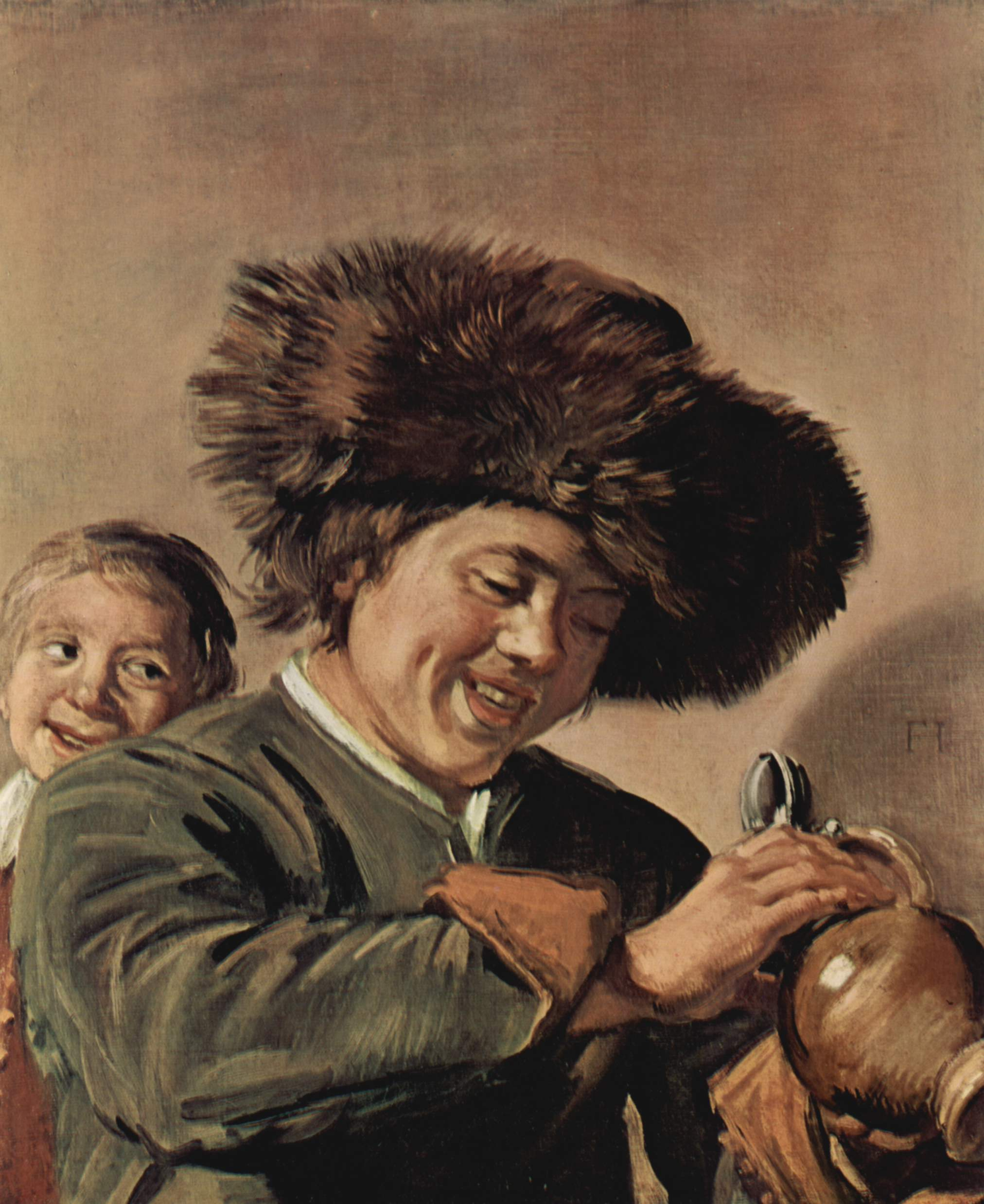
Two laughing boys with mug of beer
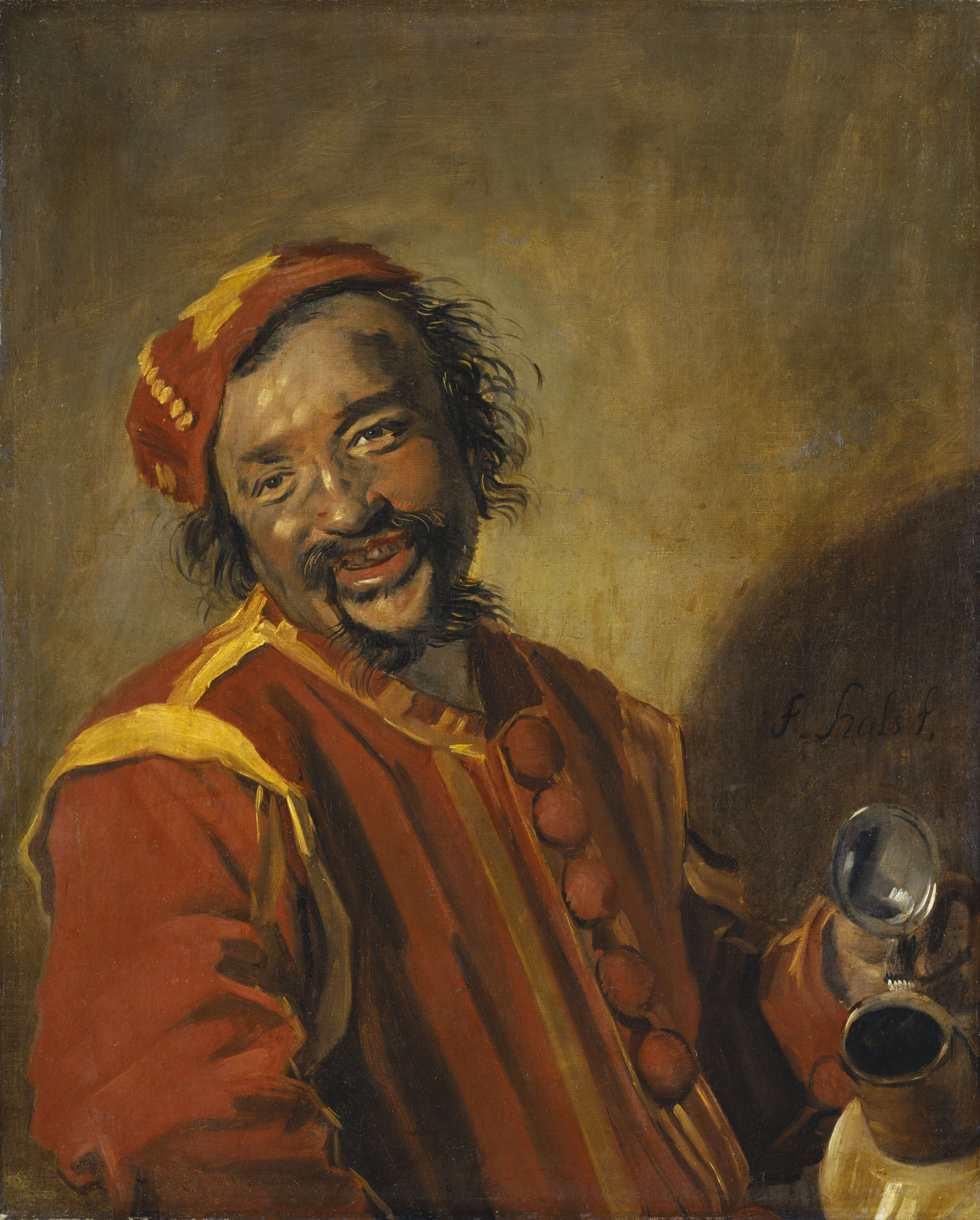
Peeckelhaeringh
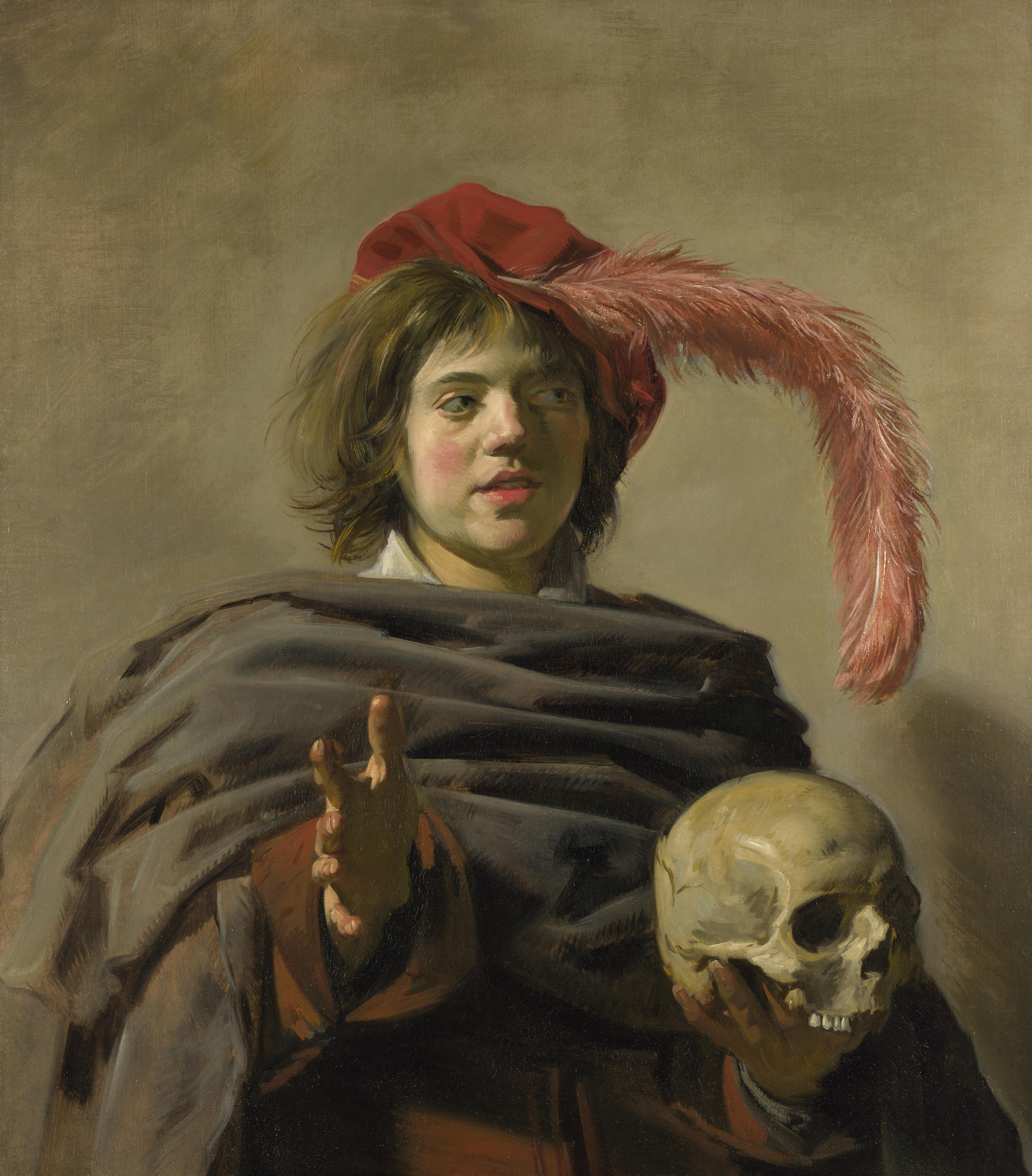
Portrait of a young man with a skull
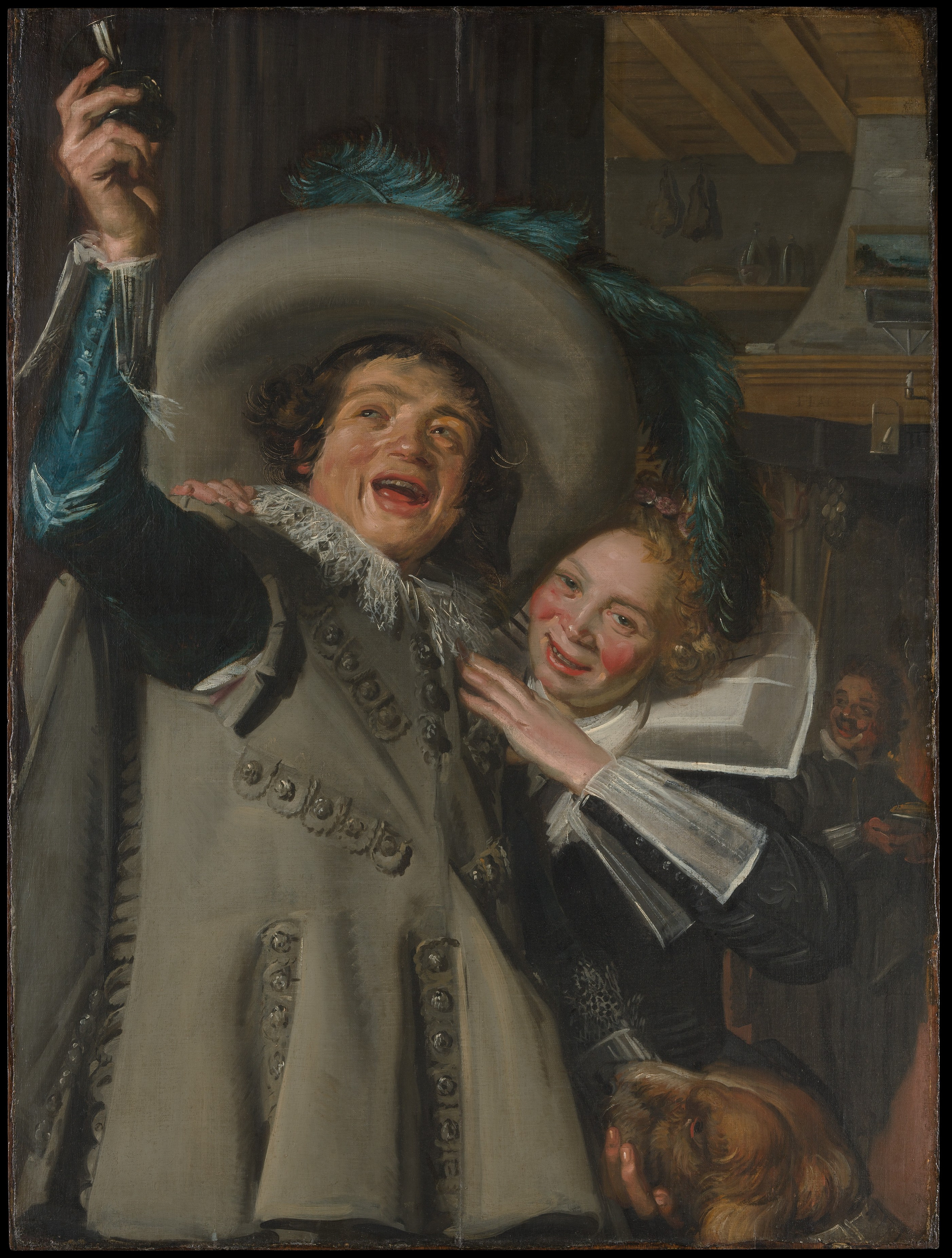
Yonker Ramp and his sweetheart
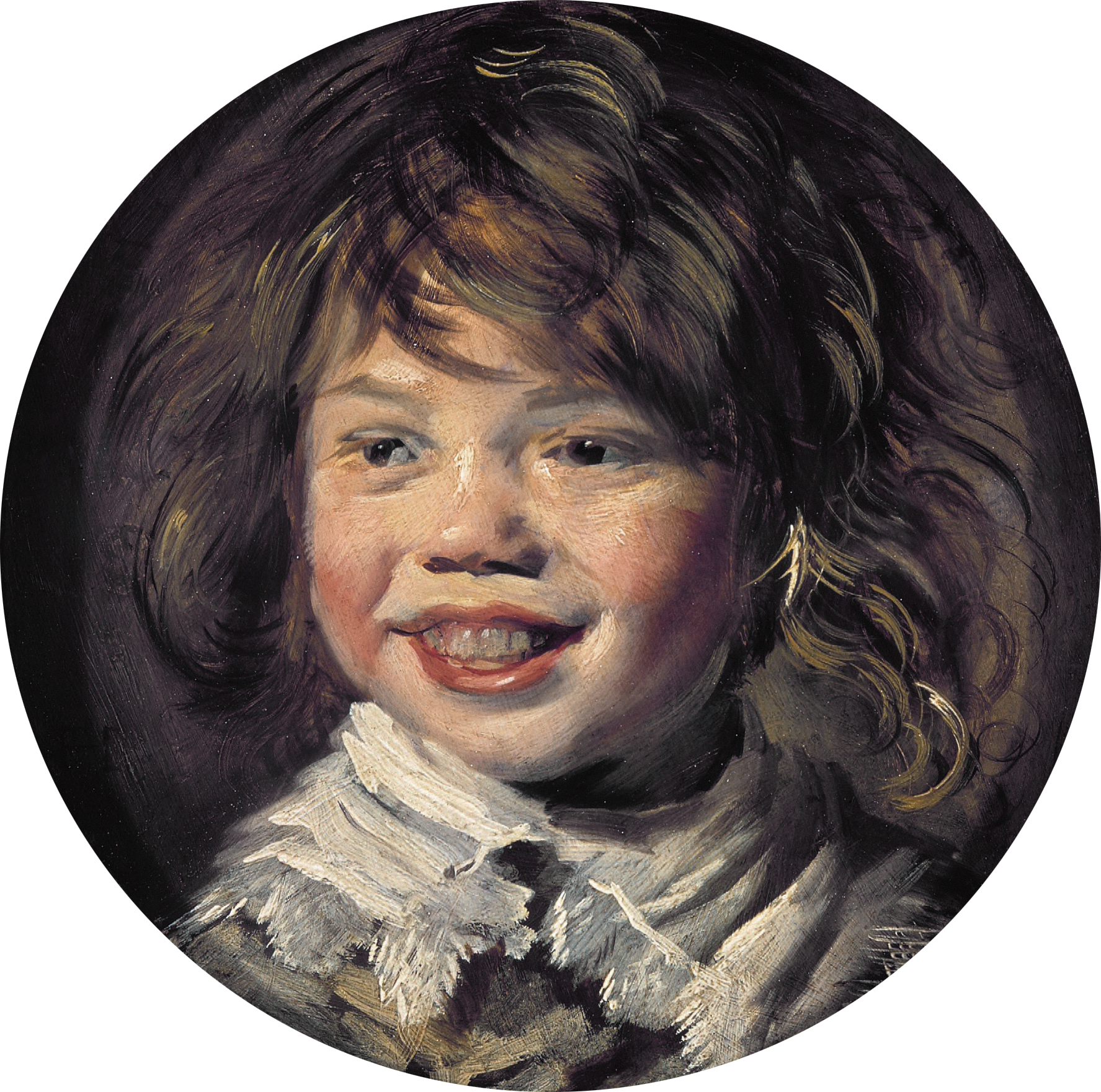
Laughing boy
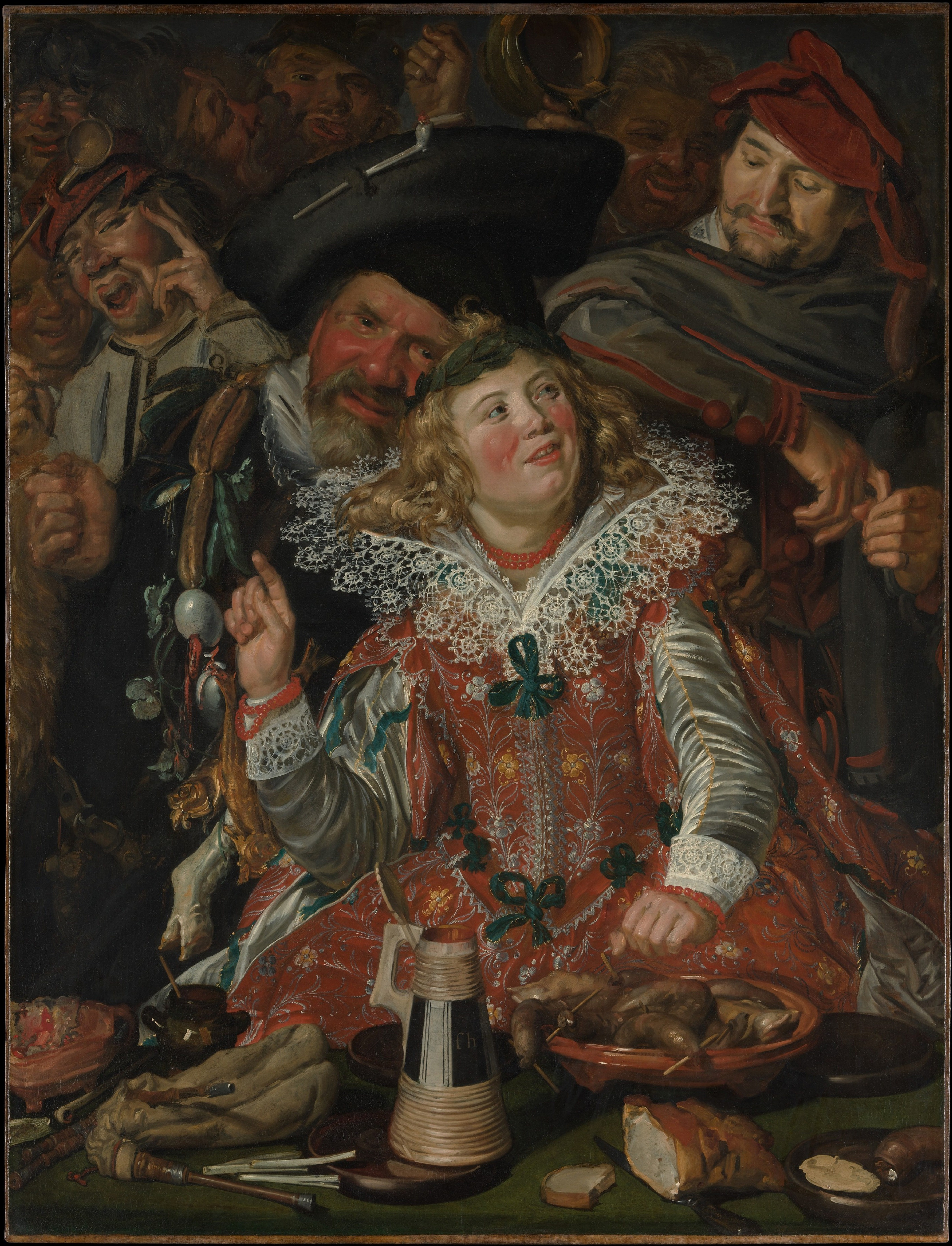
Shrovetide Revellers
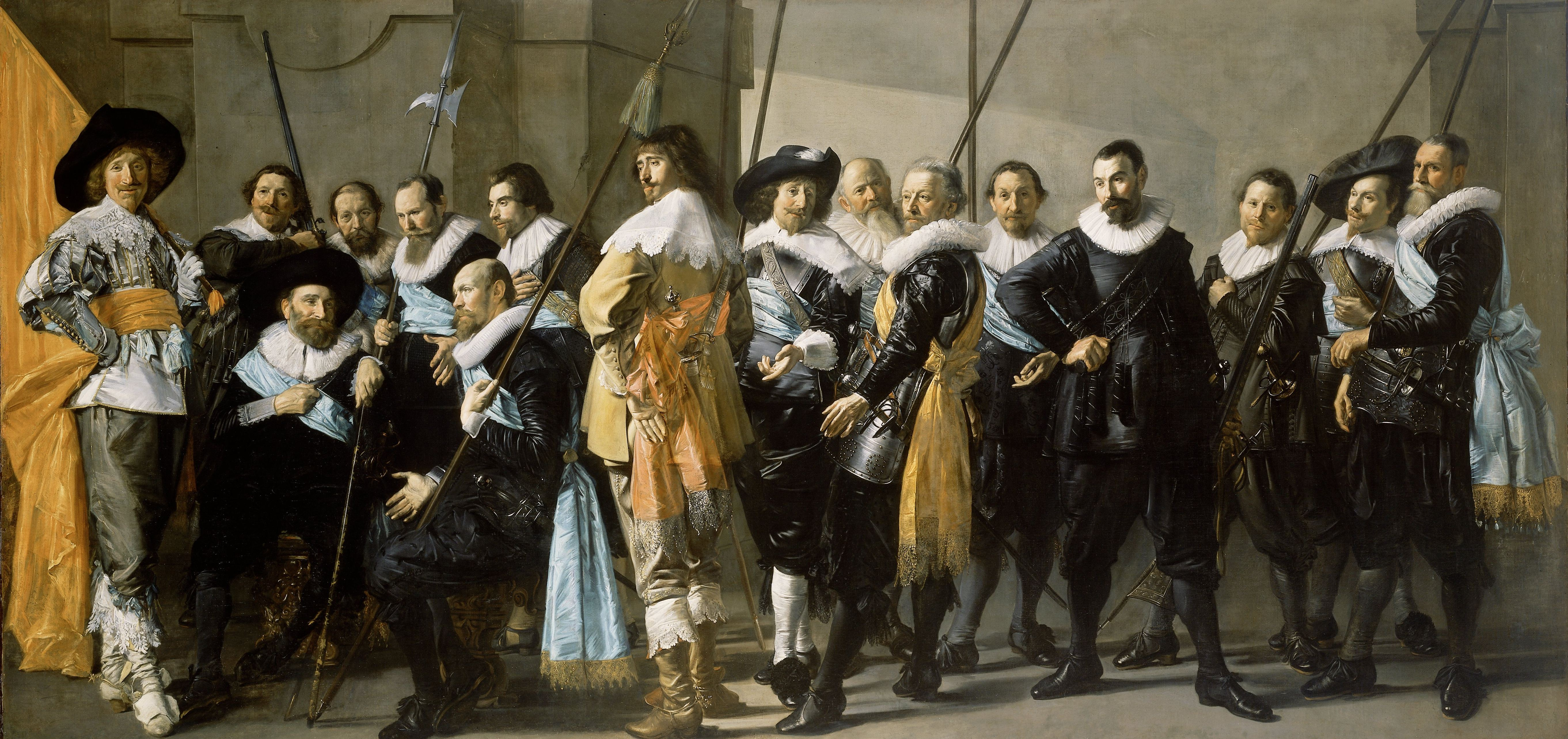
Meagre Company
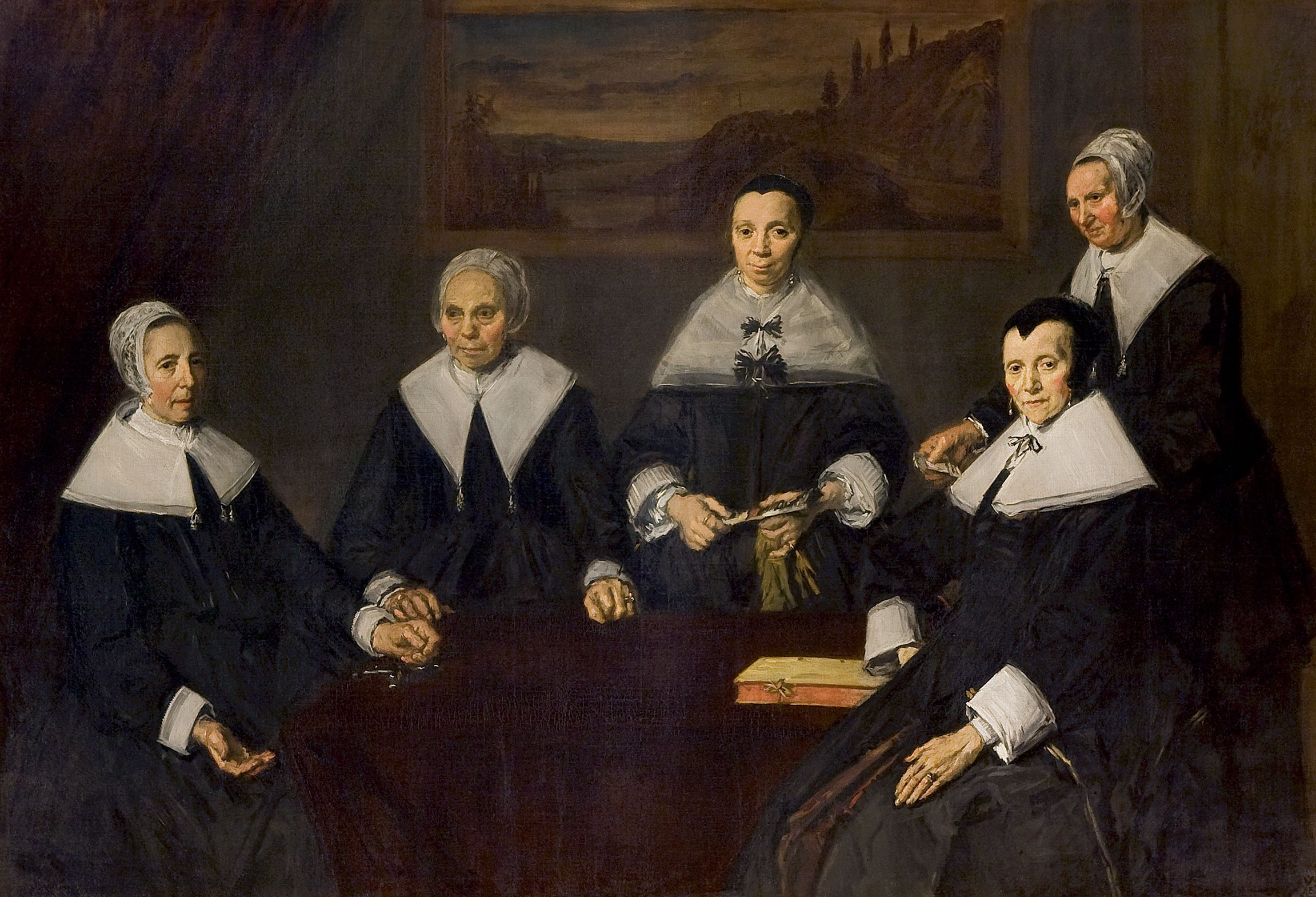
Regentesses of the Old Men's Almshouse
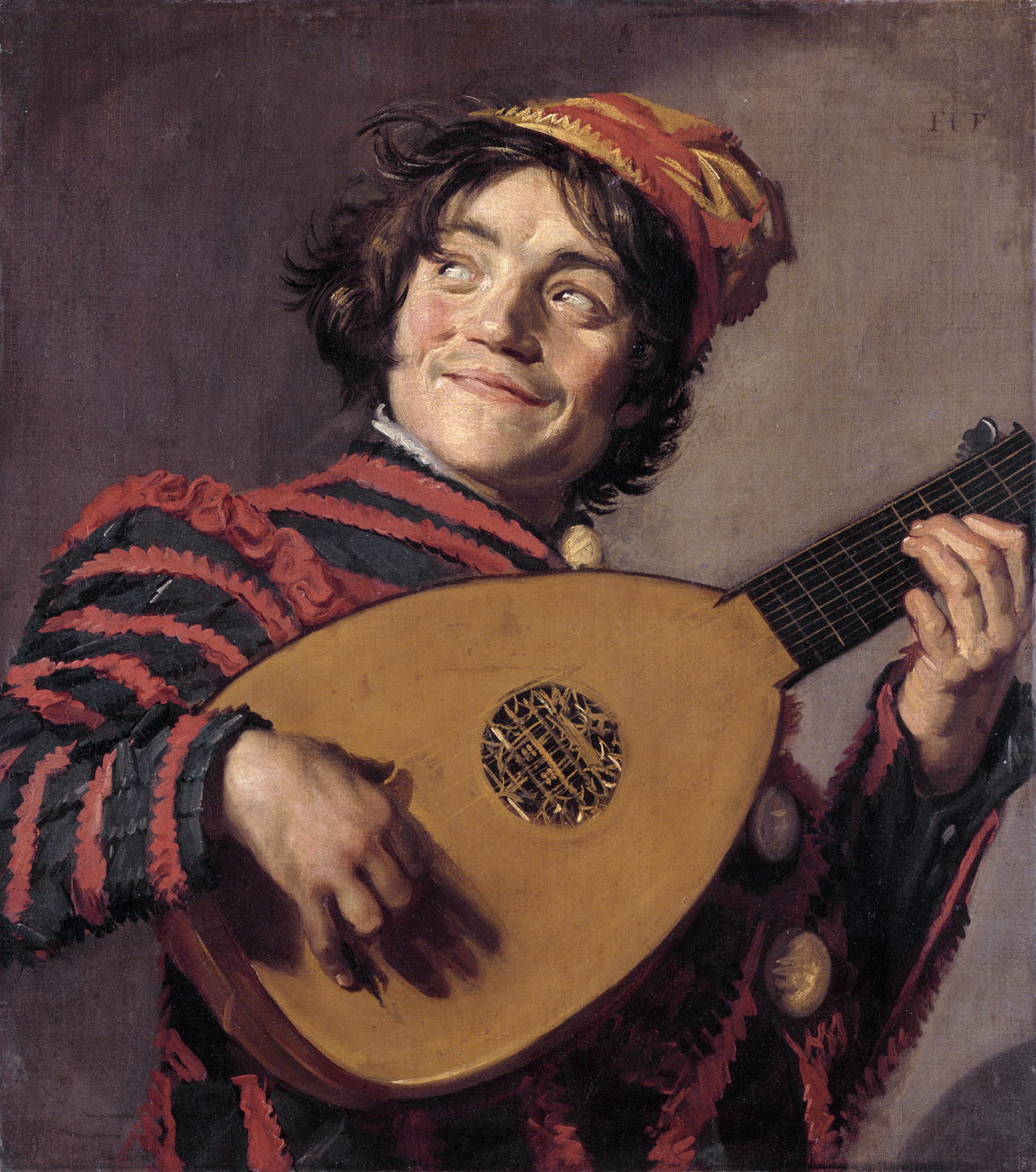
Jester with lute
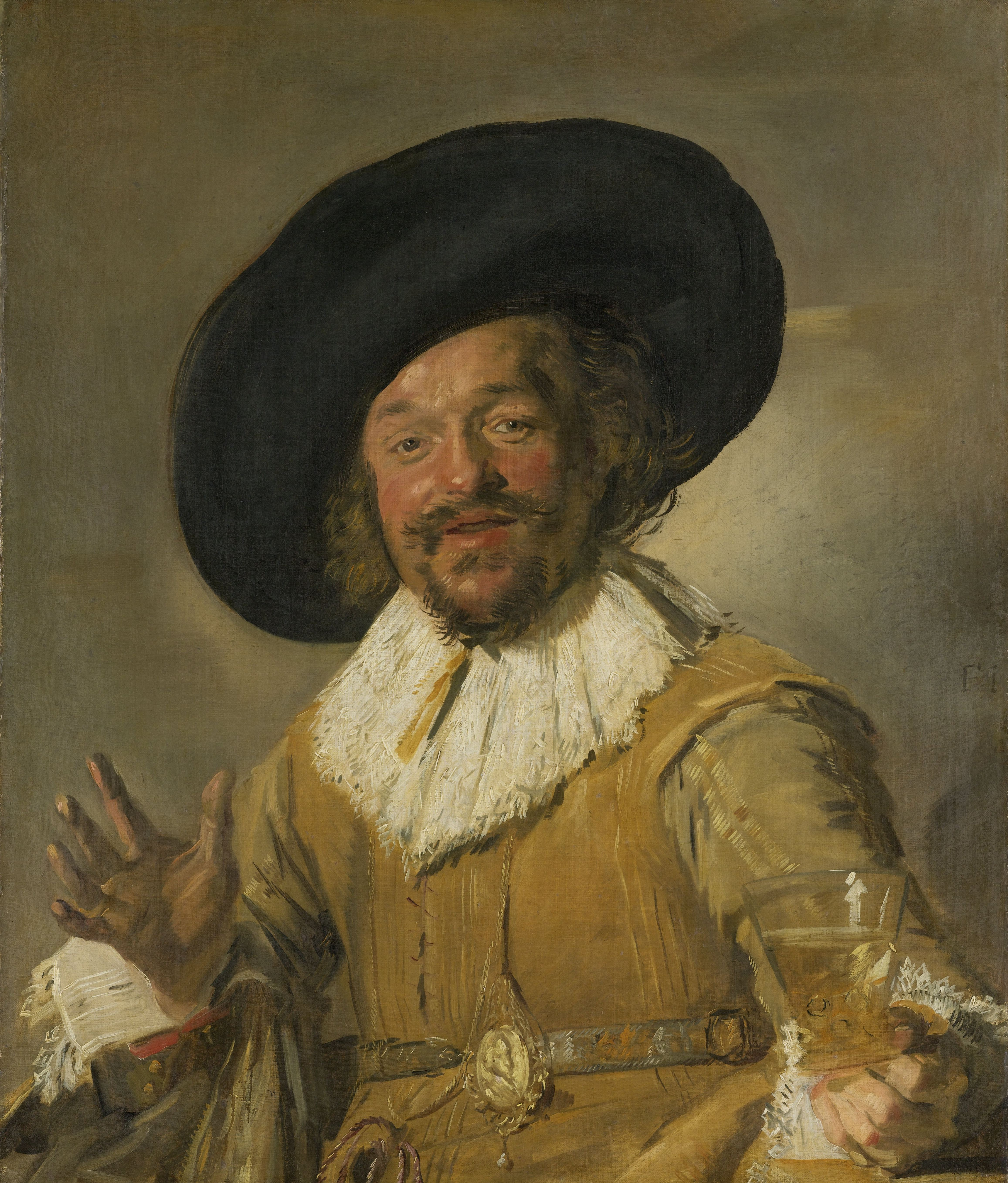
The Merry Drinker
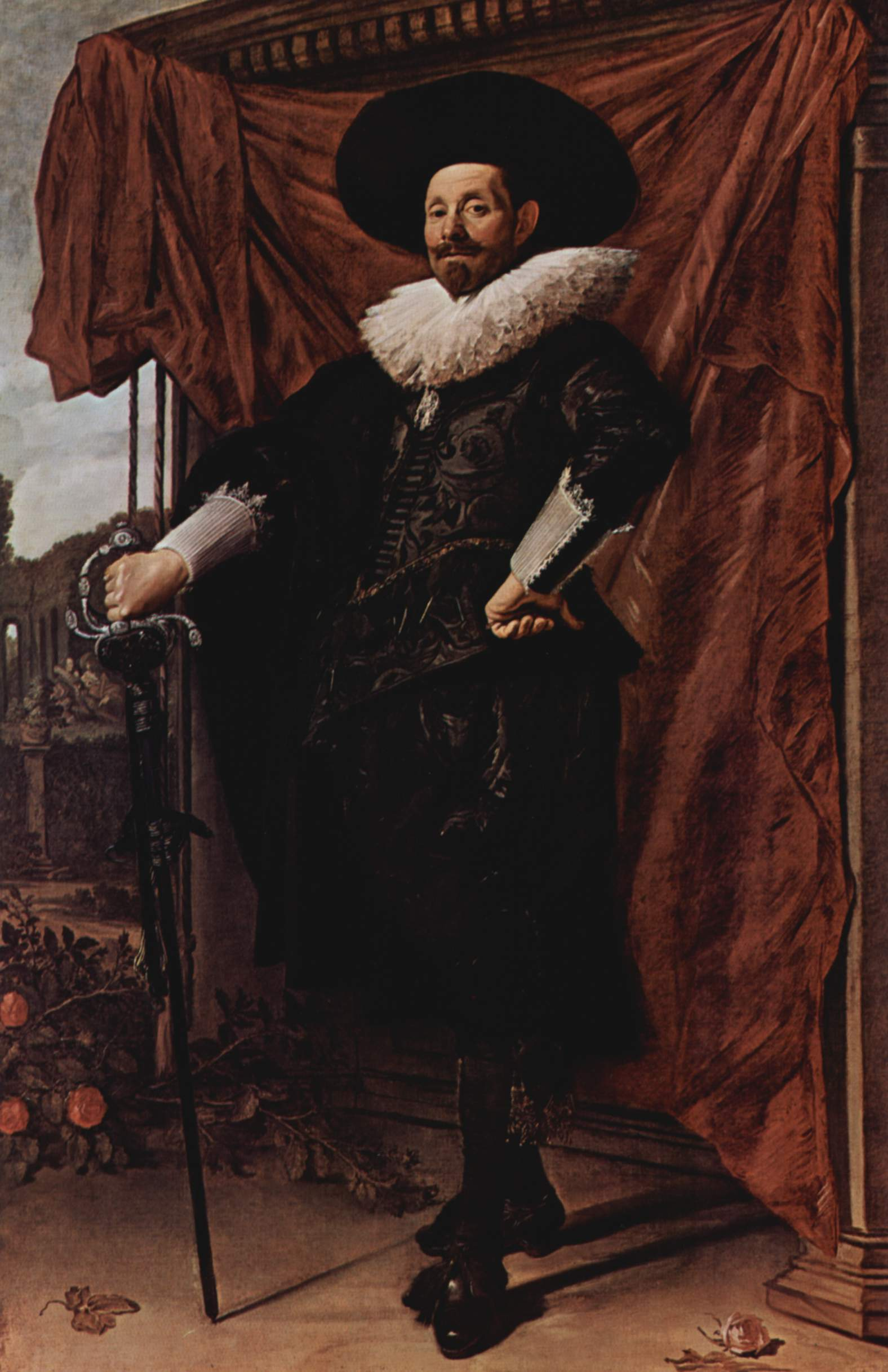
Willem van Heythuysen posing with a sword
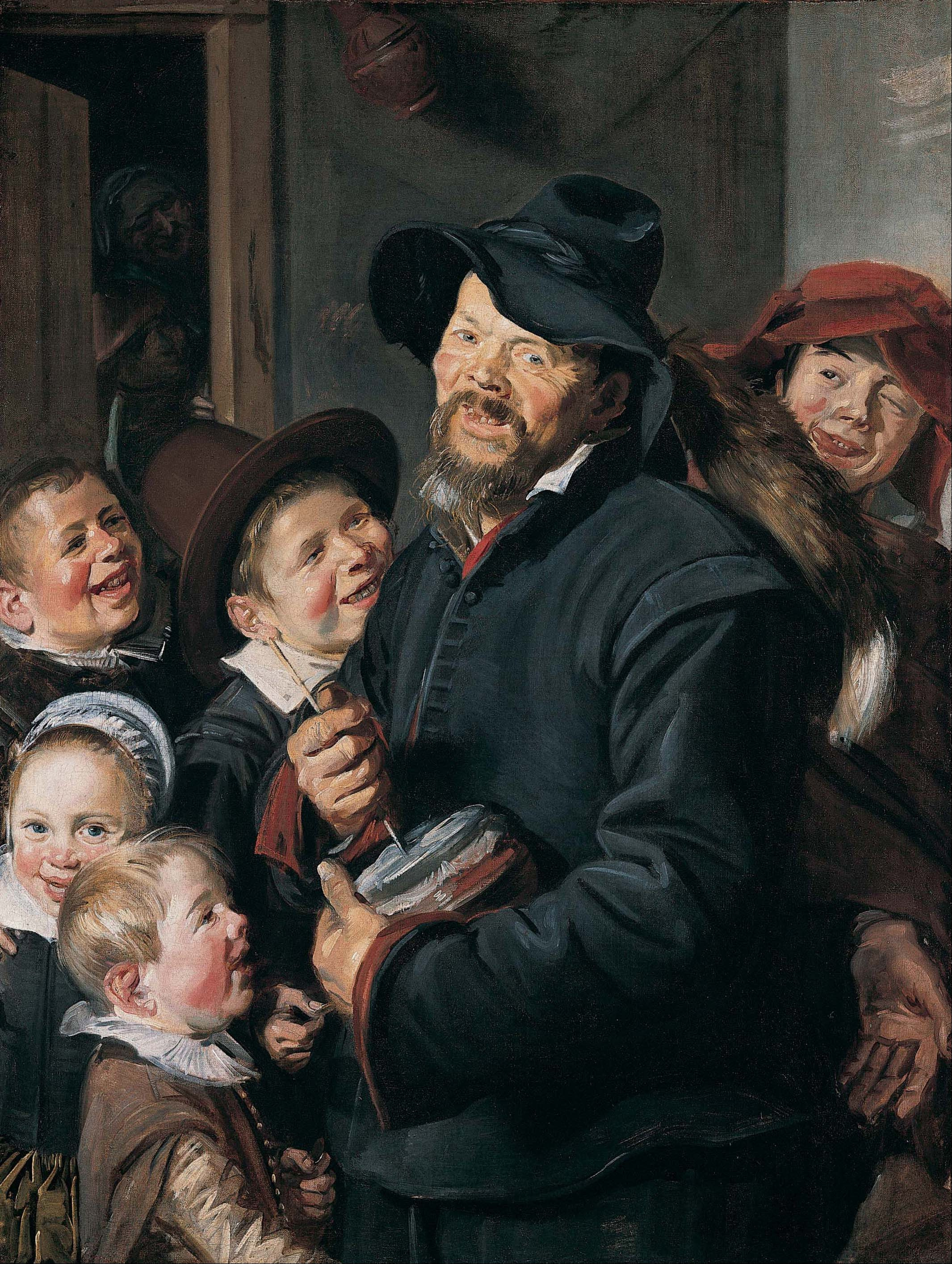
The Rommelpot player
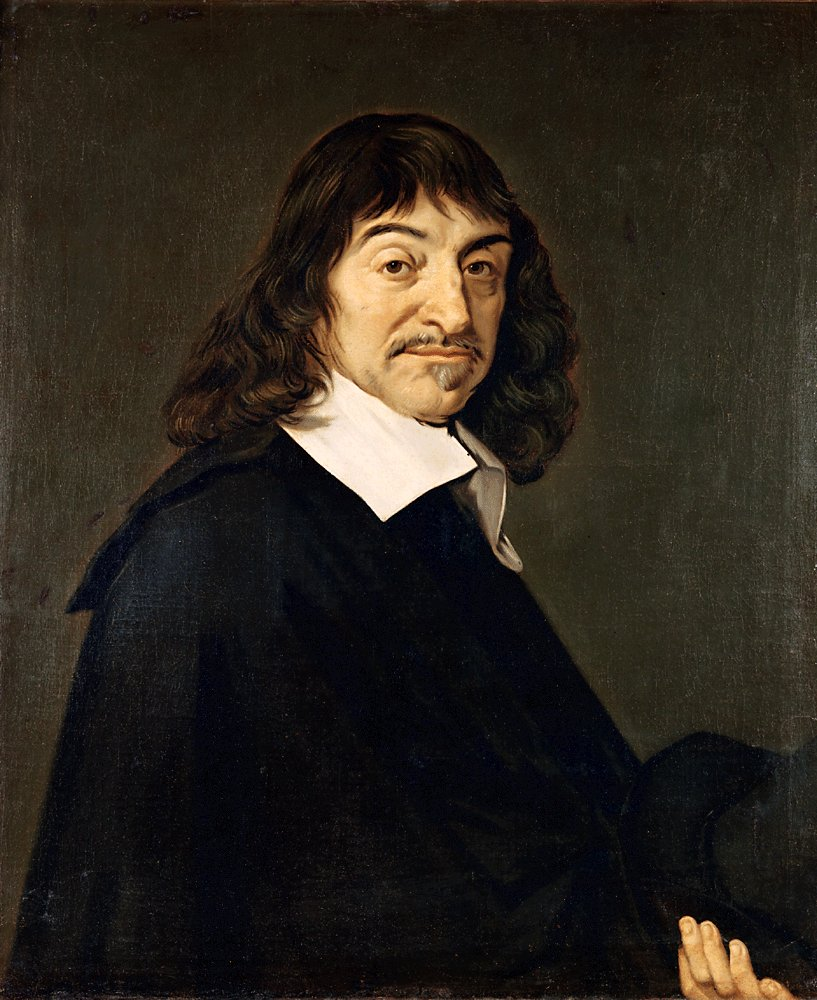
Portrait of René Descartes

## 같이 보기
- 한 판 메이헤런